# Тульє
Тульє (італ. Tuglie, сиц. Tuje) — муніципалітет в Італії, у регіоні Апулія, провінція Лечче.
Тульє розташоване на відстані близько 520 км на південний схід від Рима, 160 км на південний схід від Барі, 33 км на південь від Лечче.
Населення — 5252 особи (2014).
Щорічний фестиваль відбувається 25 березня. Покровитель — Maria ss. Annunziata.

## Демографія
Населення за роками:

Станом на 1 січня 2023 року в муніципалітеті офіційно проживали 102 іноземці з 17 країн, серед них 52 громадяни країн Євросоюзу та 3 громадяни України.

## Сусідні муніципалітети
- Алеціо
- Коллепассо
- Нев'яно
- Парабіта
- Саннікола